# Frente Popular de Letonia

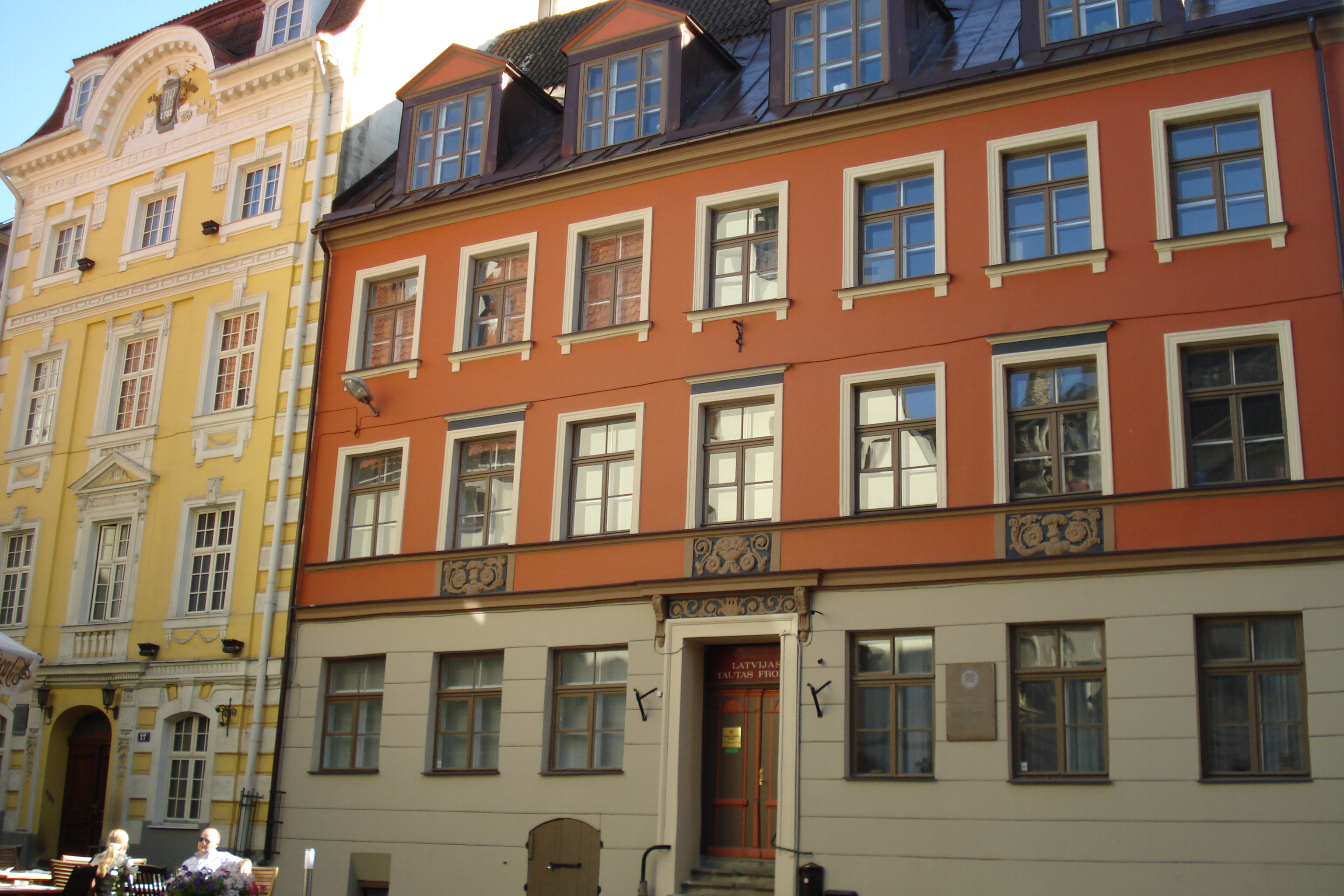
Museo del Frente Popular de Letonia

El Frente Popular de Letonia (en letón: Latvijas Tautas Fronte) fue una organización política que existió en Letonia entre 1988 y 1993. Funcionó como partido político en las primeras elecciones generales libres del país en 1990, cuando obtuvo una victoria aplastante, del 68% de los sufragios y 131 de los 201 escaños del Soviet Supremo. Durante su gobierno, dirigido por Ivars Godmanis, restauró la vigencia de la constitución letona de 1922 y declaró la independencia de Letonia de la Unión Soviética. Se disolvió antes de las siguientes elecciones, celebradas en 1993.

## Resultados electorales
| Elección | Escaños obtenidos | Votos en total | % de votos       | Resultado | Líder          |
| -------- | ----------------- | -------------- | ---------------- | --------- | -------------- |
| 1990     | 131/201           | 1.086.439 (#1) | \| \| 68.20 % \| | Gobierno  | Ivars Godmanis |
|          | 68.20 %           |                |                  |           |                |